# Gynaephora
Gynaephora är ett släkte av fjärilar som beskrevs av Jacob Hübner 1819. Gynaephora ingår i familjen Näbbflyn, Erebidae.

## Dottertaxa tillGynaephora, i alfabetisk ordning[1][2]
- Gynaephora alpherakii Grum-Grshimailo, 1891
- Gynaephora fascelina (Linnaeus, 1758)
  - Gynaephora fascelina caucasica (Sheljuzhko, 1919)
  - Gynaephora fascelina danieli (de Freina, 1979)
  - Gynaephora fascelina fascelina (Linnaeus, 1758)
  - Gynaephora fascelina moto (Bryk, 1949)
  - Gynaephora fascelina salangi (Ebert, 1968)
- Gynaephora groenlandica (Wocke, 1874)
- Gynaephora pumila (Staudinger, 1881)
- Gynaephora rossii (Curtis, 1835)
  - Gynaephora rossii daisetsuzana (Matsumura, 1928)
  - Gynaephora rossii relictus (Bang-Haas, 1927)
  - Gynaephora rossii rossii (Curtis, 1835)
- Gynaephora selenophora Staudinger, 1887
- Gynaephora sincera Kozhanchikov, 1950
- Gynaephora selenitica (Esper, 1789), Kärrharfotsspinnare

## Bildgalleri

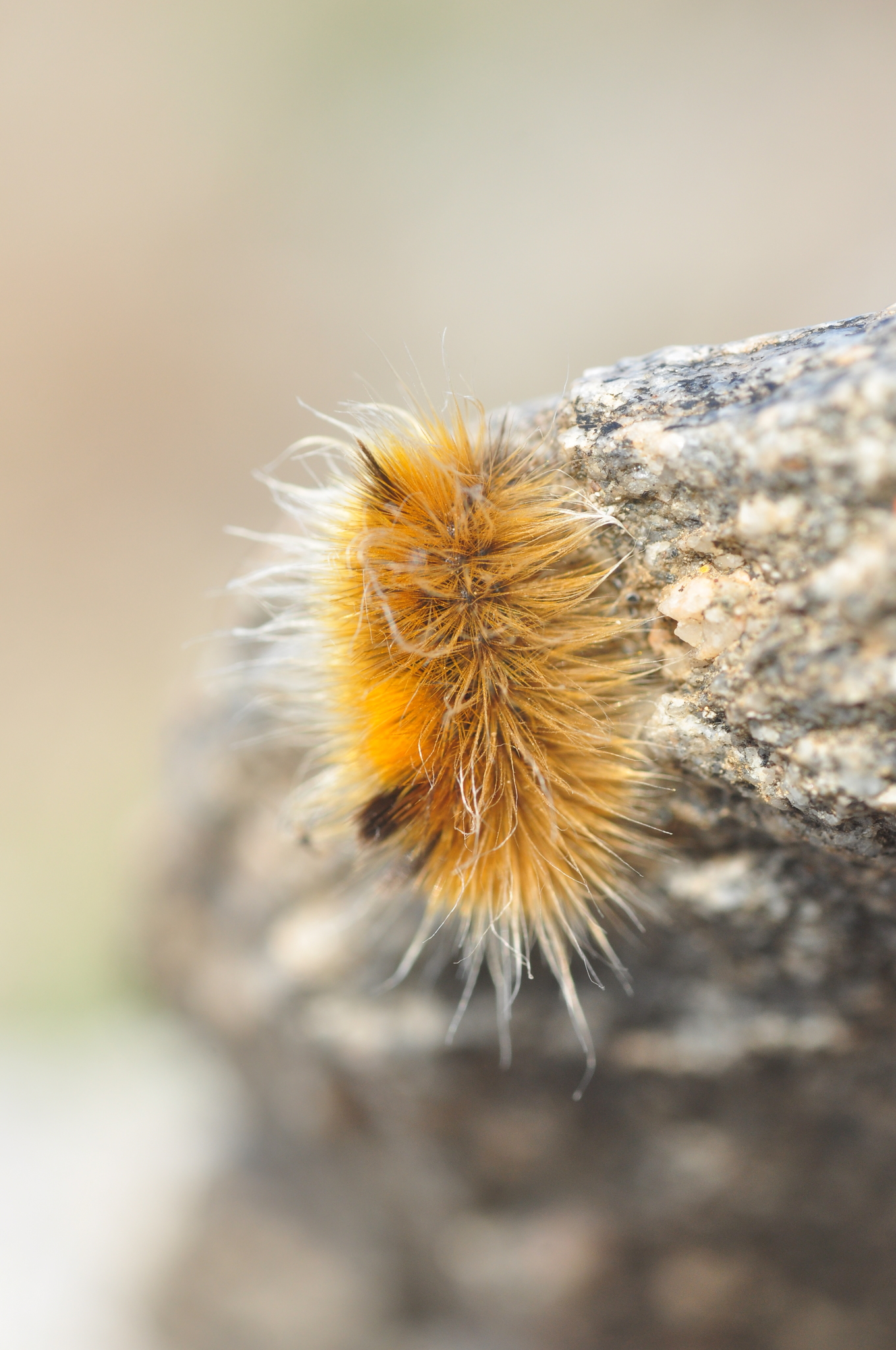
Gynaephora groenlandica, larv
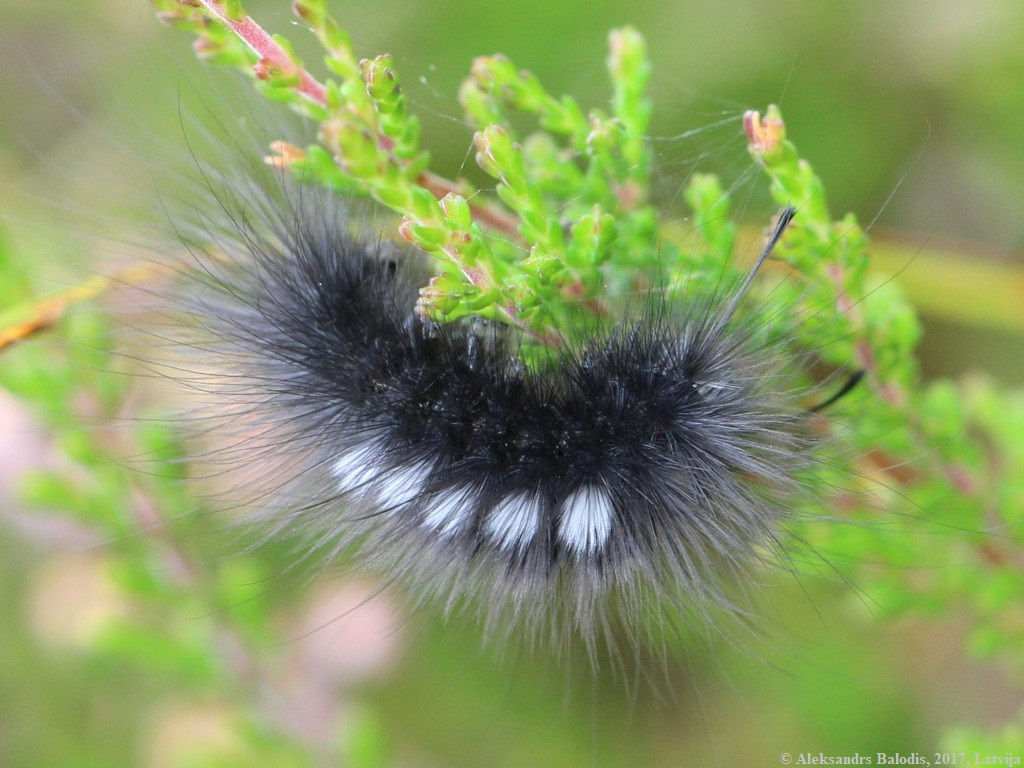
Kärrharfotsspinnare, larv
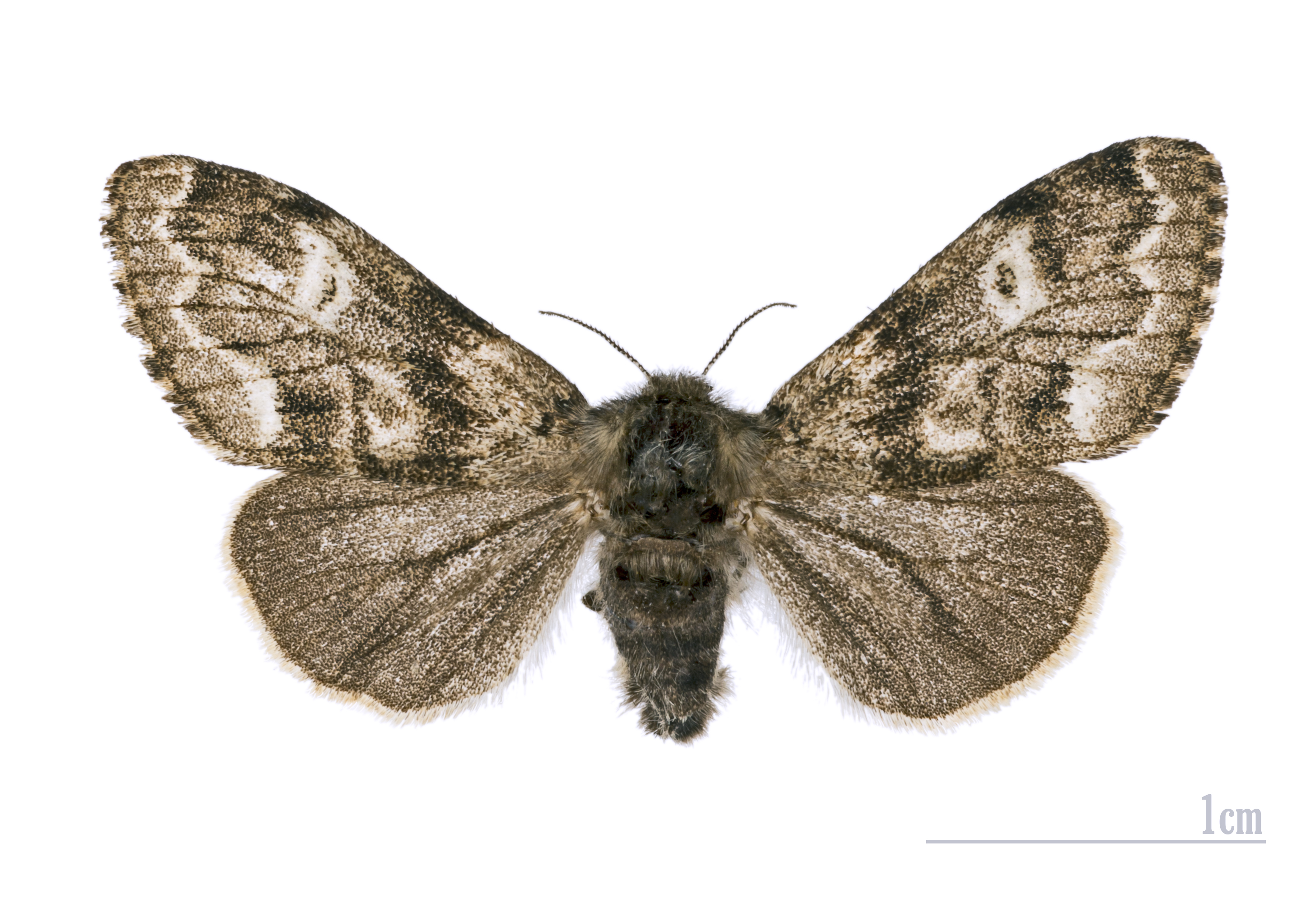
Kärrharfotsspinnare, Imago ♀